# Алексеев, Денис Валерьевич
Дени́с Вале́рьевич Алексе́ев (род. 29 июля 1976) — российский бизнесмен, кинорежиссёр, сценарист и продюсер; российский религиовед, политтехнолог и имиджмейкер, кандидат философских наук, доцент философского факультета МГУ им. М. В. Ломоносова, член Гильдии кинопродюсеров России. Государственный советник Российской Федерации 1 класса. Главный редактор московского журнала «К единству!», а также одноимённого издательского дома.

## Биография
Родился 29 июля 1976 года в семье историка, философа и религиоведа Валерия Аркадьевича Алексеева.
В 1994 году с отличием окончил отделение политологии философского факультета МГУ им. М. В. Ломоносова.
В 2000 году в МГУ имени М. В. Ломоносова под научным руководством И. Н. Яблокова защитил диссертацию на соискание учёной степени кандидата философских наук по теме «Европейская межпарламентская ассамблея православия как общественно-политический феномен конца XX века» (специальность 09.00.13 — «Религиоведение, философская антропология и философия культуры»).
С 2000 по 2003 год работает консультантом, а затем советником в Комитете Государственной Думы РФ по делам общественных объединений и религиозных организаций.
С 2001 году зачисляется преподавателем на философский факультет МГУ им. Ломоносова и ведёт курсы — история религий, религиозная этика и история раннего христианства., а также читает лекции и ведёт семинары на юридическом, политологии, иностранных языков.
В 2002 году преподавал курс современной истории России в Джоджтаунском университете в Вашингтоне.
Доцент кафедры глобальных информационных процессов и ресурсов МГИМО.
С 2003 года работал в Siemens AG, занимая должность директора отдела информации, стал первым гражданином РФ в столетней истории компании — членом Совета Директоров. Главным направлением деятельности было проведение «информационных войн» с конкурентами Siemens в странах Восточной Европы и России. Среди заметных «успехов» подобной деятельности стали процессы по поглощению предприятий «Datasystem» в Словакии и «Булгартелеком» в Болгарии. Впоследствии занялся собственным бизнесом, учредив рекламное агентство «Фаворит-медиа», специализирующегося на работе с электротехническими компаниями Москвы. Одним из направлений «Фаворит-Медиа» стало создание кинопродукции и полнометражных художественных фильмов.
В 2007 году создаётся цикл документальных телепередач «Священный вопрос» — об особенностях религиозных обрядов разных народов для каналов «Звезда» и «ТВ-центр», в которых Д. В. Алексеев выступает как автор и телеведущий.
В 2008 году вошёл в состав Экспертного совета Комитета Госдумы РФ по делам общественных объединений и религиозных организаций.
В 2010 году Д. В. Алексеев и А. И. Иншаков объединяют свои кинокомпании «Фаворит-Медиа» и «Каскад», и объявляют о создании «Триада-Фильм».
В апреле 2013 года совладельцы компании «Триада-фильм» — режиссёр Денис Алексеев, каскадёр Александр Иншаков и адвокат Александр Трещёв делят бизнес — кинокомпанию ООО «Триада-фильм».
С 2014 по 2019 годы на руководящих должностях в Аппарате Правительства РФ и министерстве экономического развития РФ
В 2019 году входит в число акционеров и совладельцев бизнеса Финансово-промышленной группы «Профит» (производственные комплексы в лесопереработке, мебели, текстильной промышленности и железобетонных конструкций).

## Семья
Двое детей от второго брака. Дочь — 14 лет, чемпион Москвы по плаванию среди детей 2018 года, победитель региональных школьных олимпиад по истории. Сын — 13 лет, футболист.

## Фильмография

### Актёр
- 2009 — «Дом без выхода» — охранник семьи Кирилловых

### Режиссёр
- 2011 — «Бригада: Наследник»

### Сценарист
- 2011 — «Бригада: Наследник»

### Продюсер
- 2009 — «Третье желание»
- 2009 — «Дом без выхода»
- 2011 — «Бригада: Наследник»
- 2012 — «Ана-Бана»

## Труды
- «Православие и парламентская демократия» М. 2001
- «Проблемы единства Православных церквей» М. 2009

## Награды
- Орден преподобного Сергия Радонежского 3 степени Русской православной церкви
- Орден святого благоверного князя Даниила Московского 3 степени Русской православной церкви
- Медаль ордена «За заслуги перед Отечеством» I степени
- Медаль «За отличие в ликвидации последствий чрезвычайной ситуации» Министерства чрезвычайных ситуаций России
- Памятный знак МИД России «За вклад в международное сотрудничество»